# ジョージス
ジョージス(George's)は、日本のソウルバーである。

## 概要
1964年（昭和39年）に東京の六本木（正確には港区赤坂9丁目なので乃木坂のジョージスと呼ばれることも多い）、旧防衛庁（檜町駐屯地、現東京ミッドタウン敷地内）に隣接する土地で開店した日本初にして最古のソウルバーである。2005年4月23日に東京ミッドタウンの開発に伴って一時閉店、同年8月24日に東京の西麻布に移転した。
ジョージスは店名George’sの日本語表記であり、ジョージ、六本木の、または乃木坂のジョージという呼称を使われることも多いが、文章上は日本語表記に忠実に基づきジョージスとする。

## バーとしてのジョージス

### 六本木時代
幅約2m、奥行き10mほどのうなぎの寝床のようなスペースにカウンターと丸椅子が15席、そして名物のジュークボックス（EP版80枚でA面B面合わせて160曲）があるだけの小さいバー。 薄暗い店内の壁や天井には今まで訪れた海外の有名ミュージシャンのサインやポスターなどが無数に飾られ、異様な雰囲気をかもし出していた。カウンター内部の幅は45センチ、カウンター席は座ると後ろが30センチにも満たない空間だったが、時にはその後ろに立ち飲み客が多数入ることもあった。 国内外の有名人も多数訪れ、カウンターバーとしても六本木では名を馳せた超有名店であった（伝説のソウルバーと呼ばれる由縁）。 単体のバーとして六本木で2番目に古いと言われている（未確認事項）。 

### 西麻布時代
移転後はビルの二階だが、入り口は当時のままの外壁素材を使用し、同じ装飾を施している。 当時のカウンターやボトル棚など、完全に再現しているが、メゾネットになっており、上階はラウンジになっている（六本木時代の店舗の2階はレコードの倉庫）。 店自体は六本木時代と比べてかなり広い。 壁に貼られた無数の有名人のサインやポスター類も当時のものをそのまま使用している。 なお、名物のジュークボックスは今も使用されている。

## 歴史
1964年（昭和37年）にオーナーである岡田信子によって東京の六本木にスナック・ジョージス(Snack George's)が開店する。 本人によるとバーの開店は東京オリンピックの年、すなわち1964年との記憶されていたようだが、1962年に撮影者のサインがされたバーの写真が数枚残っていることから、実際には1962年開店であるという説がある。 当時のジュークボックスは現在ゲーム会社大手のセガ（当時セガはジュークボックスなどの音楽機材を製造していた）からのレンタルであった（現在は1970年代製のRock-Ola 450を使用）。 このジュークボックスの導入が後にソウルバーとなるきっかけとなる。 当初ジュークボックスの中には当時流行の邦楽やクラシック音楽などが入っていたが、その頃の六本木はまだアメリカ兵たちが多く横行しており、かつてガーナ大使館で働くなど、黒人文化に精通していた岡田信子の店にアメリカの黒人兵たちが出入りし始めるようになる。 こうして出入りするようになった黒人兵たちがジュークボックスに入れる自分のレコード（当時流行であったソウルミュージック）を多数持ち込んだ結果、ジョージスは当時日本で唯一ソウルミュージックがジュークボックスで聞けるソウルバーとして形成されていったのである。 したがって昔のジョージスの看板にはソウルバー・ジョージスとは書いておらず、スナック・ジョージス(Snack George’s)と書いてある。
当時日本ではなかなか聴くことの出来なかった 最新のソウルミュージックを目当てに日本人客がやがてジョージスに出入りするようになる。 その時代のアメリカ兵の溜り場の敷居を日本人がまたぐことは容易ではなかった（岡田信子談）。 当時出入りしていた客によると、出入りする日本人客たちには必然的にアメリカ兵たちと対等に店内空間を共有にする事の出来るつわものが多かったため、客同士の喧嘩やトラブルも絶えなかったという。 その上、常連となった客の仲間意識が非常に強かったため、その後のジョージスには客を選ぶ店としての印象が付きまとった。 次第に時代が進むにつれて日本人客の割合が多くなったものの客を選ぶ店という評判のもと、人づてで多くの芸能人や著名人で常連となる者も増え（海外のミュージシャンが特に多かった。ダリル・ホール&ジョン・オーツはその中でも特に親交が深かった）、さらに客を選ぶ店というイメージが高まり一見客はとても入れる雰囲気ではなかったという。 実際に後のジョージスは次第に常連色の強い店と形成されていき、一見客がほとんど寄り付かない異色な店と変化していった。 現在営業する老舗のソウルバーのオーナーの中にはこの頃の常連だった人々も多く、他にもジョージスから影響を受けた著名人は少なくない。 鈴木聖美 with Rats&Starが歌った「TAXI（作詞 岡田ふみ子、作曲 井上大輔）」の歌詞にも「Georgeの店」として登場する。
2001年にオーナーの岡田信子が他界、隣接する旧防衛庁跡地での東京ミッドタウンの開発とジョージスにも時代の波が押し寄せ、2005年4月23日に立ち退きを余儀なくされ閉店。 複数の参加者によると閉店のパーティは前夜と当夜の2回にわたって行われ、閉店を惜しむ人々が全国から訪問し、両夜とも開店時間の8時から翌日の昼2時まで続いたという。 閉店の様子は音楽評論家である吉岡正晴のサイトでも紹介されている。現在旧ジョージスのあった東京ミッドタウンの乃木坂方面角地は、その部分だけが植え込みになっている。 久保田利伸が2008年に東京ミッドタウン内のBillboard Liveに関して「あの場所にはソウルバー・ジョージスの魂が宿っている」と言及したとある。
2005年8月24日、東京の西麻布にて営業再開。

## ジョージスを訪れた著名人（サインの残っているもの）
- アース・ウィンド・アンド・ファイア
- イエス
- エアロスミス
- オーティス・クレイ
- カイリー・ミノーグ
- キャリン・ホワイト
- クール・アンド・ザ・ギャング
- グラディス・ナイト
- シャイ・ライツ
- ジェームス・ブラウン
- ジャネット・ジャクソン
- ソロモンバーク
- チャカ・カーン
- テンプテーションズ
- デルフォニクス
- ナタリー・コール
- ハロルド・メルビン&ブルーノーツ
- ビリー・ジョエル
- ビリー・ポール
- ブライアン・アダムス
- ホイットニー・ヒューストン
- ホール&オーツ
- レイ・チャールズ
- レニー・クラビッツ
- ローリング・ストーンズ
- ヴァン・ヘイレン

他多数

## 参考資料、および出典
- Soul Bar George's（ソウルバー・ジョージス）
- 吉岡正晴のSoul Searchin’
- 六本木ジョージ - 原田治ノート
- アド街ック天国（テレビ東京、2007年04/28放送）
- BRIO 2004年10月号（2004年08月26日）
- エスクァイア2008年12月号
- ADLIB（5月19日発売号)
- アザビーズ 第7号

他